# Марк Виниций (консул 30 года)
Марк Виниций (лат. Marcus Vinicius), (? — не ранее 45) — консул Римской империи 30 и 45 годов, муж Юлии Ливиллы, сестры Калигулы.
Марк Виниций происходил из провинциальной всаднической семьи, которая при его деде перешла в сенаторское сословие. Сын Публия Виниция, консула 2 г., внук Марка Виниция, консула 19 г. до н.э. В 30 занимал консульскую должность. Был хорошим оратором, однако мягок характером. В 33 Тиберий выдал за него Юлию Ливиллу, одну из дочерей Германика.
В 37 году был назначен Тиберием в комиссию по восстановлению Рима после пожара. В 38 году был отправлен Калигулой в Азию в должности проконсула. Скорее всего, Юлия последовала за ним, однако вскоре была отозвана Калигулой обратно в Рим. В 39 году, после смерти любимой сестры Калигулы, Друзиллы, Юлия Ливилла и Агриппина Младшая были сосланы в связи с участием их в заговоре против императора.
24 января 41 года, после убийства Калигулы, был основной кандидатурой на должность принцепса Сената среди желающих восстановления республики сенаторов. Однако после провозглашения преторианцами Клавдия императором принес ему клятву верности.
Клавдий возвращает сестер из ссылки. Вскоре после этого Юлия Ливилла впадает в немилость Мессалины и, по приказу Клавдия, её опять ссылают. В начале 42 года она умирает. Марк Виниций хранит верность императору. В 45 году второй раз получает должность консула, однако исполняет обязанности всего два месяца — январь и февраль.
Послужила ли причиной назначения суффекта смерть Виниция, или нет — неизвестно.